# NGC 5011B
NGC 5011B је лентикуларна галаксија у сазвежђу Кентаур која се налази на NGC листи објеката дубоког неба.
Деклинација објекта је - 43° 14' 48" а ректасцензија 13h 13m 12,1s. Привидна величина (магнитуда) објекта NGC 5011 износи 13,5 а фотографска магнитуда 14,5. NGC 5011B је још познат и под ознакама ESO 269-67, DCL 530, PGC 45918.